# Droit kosovar
Le droit kosovar est le droit de droit de tradition civiliste appliqué au Kosovo, État partiellement reconnu par la communauté internationale. 

## Histoire du droit
Sous la constitution de la République fédérative socialiste de Yougoslavie de 1974, le Kosovo était une province autonome au sein de la Yougoslavie et possédait donc des compétences de souveraineté autonome. En tant que tel, le Kosovo avait un parlement, un gouvernement, un système juridictionnel, une cour constitutionnelle et une banque nationale. En mars 1989, avec l'arrivée au pouvoir de Slobodan Milošević, l’autonomie du Kosovo fut réduite et la province fut intégrée dans sa totalité à l’ensemble formé par la Yougoslavie. Peu après les Albanais du Kosovo furent démis de leurs fonctions. À la suite de l'éclatement de la Yougoslavie, les changements constitutionnels furent inscrit dans la nouvelle constitution de 1992 de la République fédérale de Yougoslavie, constituée de la Serbie et du Monténégro.
après la fin de la guerre en juin 1999, le Kosovo fut placé sous protectorat international conformément à la Résolution 1244 du Conseil de sécurité des Nations unies et fut administrée par la Mission d'administration intérimaire des Nations unies au Kosovo (MINUK), tandis que la Kosovo Force de l'OTAN s'occupait de la sécurité.

## Sources du droit
Le droit applicable au Kosovo a différentes origines :
1. les lois votées par l'Assemblée du Kosovo,
2. les règlements de la Mission d'administration intérimaire des Nations unies au Kosovo (avec les lois de l'Assemblée les transposant) adoptés entre juin 1999 et juin 2008,
3. les lois adoptées avant le 22 mars 1989,
4. et les lois adoptées entre le 22 mars 1989 et le 10 juin 1999 qui ne sont pas discriminatoires[1].

### Constitution
La République kosovare devint indépendante le 17 février 2008. Le même mois, l'Assemblée du Kosovo adopta une nouvelle constitution, norme suprême du Kosovo, qui est entrée en vigueur le 15 juin 2008. La Constitution définit l’État comme un État indépendant, souverain, démocratique, un et indivisible et dont la souveraineté réside dans le peuple.
La constitution intègre le plan Ahtisaari comme étant un élément de l'ordre constitutionnel du Kosovo en requérant que toutes les autorités de la République du Kosovo respectent le plan et prennent toutes les mesures nécessaires à sa mise en œuvre. La constitution du Kosovo est basée sur la proposition d'un règlement compréhensif du statut du Kosovo, soumis par l'Envoyé spécial des Nations unies, qui préconise une indépendance supervisée par deux institutions internationales : la mission EULEX Kosovo et l’International Civilian Office (ICO). Le plan Ahtisaari préconise un certain nombre de protections des minorités kosovare et autorise EULEX à assister les autorités du Kosovo dans le domaine de l'état de droit, en particulier en matière de police, de justice et de douane. Dans ce cadre, EULEX conserve un nombre limité de pouvoirs exécutif, particulièrement pour enquêter ou poursuivre les crimes sérieux et sensibles en coopération avec les institutions kosovares. ICO, d'un autre côté, supervise la mise en œuvre du plan Ahtisaari.

### Règlements adoptés par la MINUK
En accord avec la résolution 1244, la MINUK a assuré les compétences législatives, exécutives et judiciaires au travers du Représentant spécial du Secrétaire général de l'Organisation des Nations unies. Afin de combler le vide législatif créé par dix ans de mandat de Milošević, la MINUK adopta des lois sous la forme de décrets exécutifs, communément appelés les « Règlements MINUK ». Les règlements de la MINUK avait pour but de compléter ou corriger les différents instruments normatifs adoptés dans le passé. En effet, bien que la majeure partie des législations kosovares restaient pertinentes, un certain nombre de lois adoptées sous le mandat de Milošević, qui comprenait des dispositions discriminatoires contre la communauté albanaise du Kosovo, fut abrogé.
Par la suite, la MINUK autorisa l'application du droit local tel qu'il était avant le 22 mars 1999 (avant l'abolition de l'autonomie du Kosovo) et exclut les lois adoptée entre 1989 et 1999 (sauf lorsque ces instruments n'étaient pas discriminatoire et permettaient de combler le vide juridique). Durant son mandat, la MINUK a progressivement développé un cadre légal moderne qui a culminé avec l'adoption du cadre constitutionnel du Kosovo sur la base duquel le peuple kosovar put élire ses représentants démocratiquement au niveau local et central. En 2000, la MINUK établit un système de justice d'urgence exclusivement composé de juges et procureurs locaux, qui furent ensuite rejoint par un nombre limité de juges et procureurs internationaux, responsable des crimes sérieux et sensibles.
Dans le même temps, dans le cadre des branches exécutives et législatives du gouvernement, la MINUK transféra graduellement ses compétences aux autorités kosovares. Elle conserva le contrôle du système judiciaire jusqu'à l'indépendance du Kosovo. À la suite de l'entrée en vigueur de la constitution kosovare de 2008, le rôle de la MINUK a recherché à faciliter les relations entre le Kosovo et les États qui ne reconnaissent pas son indépendance en général, et plus spécifiquement avec la Serbie.

### Droit international
L'article 16(3) de la Constitution dispose que le Kosovo doit respecter le droit international.
Les accords internationaux ratifiés font partie du système légal interne du Kosovo dès leur publication au journal officiel. Ils sont directement applicables, sauf lorsqu'ils spécifient le contraire auquel cas l'adoption d'une loi est nécessaire.

### Législation
Les législations sont adoptées par l'Assemblée du Kosovo, seule détentrice du pouvoir législatif. L'Assemblée peut adopter des lois et des résolutions.
La procédure d'adoption des lois est décrite à l'article 80 de la Constitution. 

### Règlements
Le président de la République peut adopter des décrets. Le gouvernement peut adopter des décisions et des règlements de mises en œuvre des lois. 

## Sources
- (en) Cet article est partiellement ou en totalité issu de l’article de Wikipédia en anglais intitulé « Law of Kosovo » (voir la liste des auteurs).

## Compléments